# 21e division d'infanterie (Empire allemand)
Pour les articles homonymes, voir 21e division d'infanterie.
La 21e division d'infanterie est une unité de l'armée allemande qui participe à la guerre franco-allemande de 1870 et à la Première Guerre mondiale. Au déclenchement du conflit, elle forme avec la 25e division d'infanterie le 18e corps d'armée rattaché à la 4e armée. La 21e division d'infanterie participe à la bataille des frontières au cours du mois d'août 1914 dans la région de Neufchâteau avant de poursuivre les troupes françaises. Elle combat ensuite à la bataille de la Marne. En 1916, la division fait partie des divisions d'attaque du début de la bataille de Verdun ; au cours de l'automne elle est engagée dans la bataille de la Somme. En 1917, la division combat lors de la bataille du Chemin des Dames, puis occupe un secteur en Champagne ; au cours de l'année 1918, la division est employée lors des combats défensifs de l'été et de l'automne. À la fin du conflit, la 21e division d'infanterie rentre en Allemagne où elle est dissoute au cours de l'année 1919.

## Guerre franco-allemande de 1870

### Composition en 1870
- 41e brigade d'infanterie

34e régiment de fusiliers
80e régiment de fusiliers
- 42e brigade d'infanterie

81e régiment d'infanterie
88e régiment d'infanterie
- 11e bataillon de chasseurs à pied (de)
- 5e régiment de dragons

### Historique
La 21e division d'infanterie est employée lors de la guerre franco-allemande de 1870, elle combat à la bataille de Frœschwiller-Wœrth, avant de participer à la bataille décisive de Sedan, elle est ensuite utilisée lors du siège de Paris.

## Première Guerre mondiale

### Composition
Les zones principales de recrutement de la division sont la province de Hesse-Nassau et le landgraviat de Hesse-Hombourg.

#### Temps de paix, début 1914
- 41e brigade d'infanterie (Mayence)

87e régiment d'infanterie (de) (Mayence)
88e régiment d'infanterie (Mayence), (Hanau)
- 42e brigade d'infanterie (Francfort-sur-le-Main)

80e régiment de fusiliers (Wiesbaden), (Bad Homburg vor der Hohe)
81e régiment d'infanterie (de) (Francfort-sur-le-Main)
- 21e brigade de cavalerie (Francfort-sur-le-Main)

6e régiment de dragons (Mayence)
6e régiment d'uhlans (de) (Hanau)
- 21e brigade d'artillerie de campagne (Francfort-sur-le-Main)

27e régiment d'artillerie de campagne (Mainz-Gonsenheim), (Wiesbaden)
63e régiment d'artillerie de campagne (Cassel), (Francfort-sur-le-Main)
- 21e bataillon de pionniers (1er bataillon de pionniers du duché de Nassau) (Cassel)
- 25e bataillon de pionniers (2e bataillon de pionniers du duché de Nassau) (Cassel)

#### Composition à la mobilisation - 1915
- 41e brigade d'infanterie

87e régiment d'infanterie
88e régiment d'infanterie
- 42e brigade d'infanterie

80e régiment de fusiliers
81e régiment d'infanterie
- 21e brigade d'artillerie de campagne

27e régiment d'artillerie de campagne
63e régiment d'artillerie de campagne
- 6e régiment d'uhlans
- 21e bataillon de pionniers (1er bataillon de pionniers du duché de Nassau)

#### 1916
- 42e brigade d'infanterie

80e régiment de fusiliers
81e régiment d'infanterie
87e régiment d'infanterie
- 21e brigade d'artillerie de campagne

27e régiment d'artillerie de campagne
63e régiment d'artillerie de campagne
- 3 escadrons du 6e régiment d'uhlans
- 1re et 5e compagnies du 21e bataillon de pionniers

#### 1917
- 42e brigade d'infanterie

80e régiment de fusiliers
81e régiment d'infanterie
87e régiment d'infanterie
- 21e commandement d'artillerie divisionnaire

27e régiment d'artillerie de campagne
- 3 escadrons du 6e régiment de dragons (régiment de dragons de Magdebourg)
- 1re et 5e compagnies du 21e bataillon de pionniers

#### 1918
- 42e brigade d'infanterie

80e régiment de fusiliers
81e régiment d'infanterie
87e régiment d'infanterie
- 21e commandement d'artillerie divisionnaire

27e régiment d'artillerie de campagne
2e bataillon du 14e régiment d'artillerie à pied, (5e, 6e et 7e batteries)
- 3 escadrons du 6e régiment de dragons (régiment de dragons de Magdebourg)
- 1re et 5e compagnies du 21e bataillon de pionniers

### Historique
Au déclenchement de la Première Guerre mondiale, la 21e division d'infanterie forme avec la 25e division d'infanterie le XVIIIe corps d'armée rattaché à la IVe armée allemande.

#### 1914 - 1915
- 6 - 20 août : concentration des troupes ; à partir du 10 août entrée au Luxembourg et le 12 août en Belgique.
- 21 - 23 août : engagée dans la bataille des Ardennes, (Bataille de Neufchâteau), combat à Bertrix, Maissin, Anloy et Ochamps.
- 24 - 28 août : exploitation de la bataille, franchissement de la Meuse le 28 août.
- 29 août - 5 septembre : poursuite des troupes françaises, progression vers la Marne.
- 6 - 12 septembre : engagée dans la bataille de la Marne, (bataille de Vitry) ; combats autour d'Étrepy et de Pargny-sur-Saulx.
- 13 - 22 septembre : repli puis combat au nord ouest de Reims.
- 23 septembre - 6 octobre : retrait du front et mouvement vers la Somme, rattachée avec le XVIIIe corps d'armée à la IIe armée allemande.
- 7 octobre 1914 - 20 octobre 1915 : occupation d'un secteur du front dans la région de Roye.

mars 1915 : le 88e régiment d'infanterie est transféré à la 56e division d'infanterie nouvellement créée.
- 20 octobre 1915 - 31 janvier 1916 : retrait du front, mouvement vers la région de Saint-Quentin et occupation d'un secteur du front.

#### 1916
- 31 janvier - 20 février : retrait du front, mouvement vers la région de Verdun ; repos et instruction.
- 21 février - 16 mars : engagée dans la bataille de Verdun ; combat au bois des Caures, puis progresse en direction des villages de Louvemont et de Douaumont avec de fortes pertes.
- 17 mars - 9 avril : retrait du front ; réorganisation et repos. Le 1er avril, la division est passée en revue par le Kaiser Guillaume II à Marville.
- 10 - 25 avril : engagée à nouveau dans la bataille de Verdun[n 1] avec de fortes pertes.
- 26 avril - 15 mai : retrait du front, repos.
- 15 mai - 10 septembre : occupation d'un secteur à l'ouest de Craonne, au cours de cette période deux bataillons du 87e régiment d'infanterie sont dépêchés en urgence en renfort dans la zone de Fricourt le 2 juillet au début de la bataille de la Somme.
- 11 septembre - 4 octobre : retrait du front et mouvement vers la Somme. Engagée à partir du 15 septembre dans la bataille de la Somme dans le secteur de Cléry et de Bouchavesnes, avec de lourdes pertes.
- 4 octobre - 8 novembre : retrait du front, mouvement vers les cotes de Meuse, occupation d'un secteur dans la région d'Apremont-la-Forêt.
- 9 novembre 1916 - 10 février 1917 : retrait du front, à nouveau engagée dans la bataille de la Somme dans le secteur de Gomiécourt et du bois de Kratz.

#### 1917
- 10 - 26 février : retrait du front repos dans la région de Chaumont-Porcien.
- 26 février - 5 avril : occupation d'un secteur dans la région de Berry-au-Bac, entre le Godat et Loivre.
- 6 - 19 avril : engagée dans la bataille du Chemin des Dames et subissent des pertes importantes[n 2].
- 19 avril - 9 mai : retrait du front, repos dans la région de Neufchâtel-sur-Aisne ; mise en réserve de l'OHL.
- 9 - 16 mai : transport par V.F. vers le front de l'ouest, arrivée dans la région de Vilnius.
- 16 mai - 25 septembre : réorganisation de la division qui intègre le groupe d'armée Eichhorn ; occupation à partir du 14 juin d'un secteur dans les bois de Psotavy au nord du lac Naratch.
- 25 septembre - 1er octobre : retrait du front transfert par V.F. sur le front de l'ouest par Vilnius, Posen, Leipzig, Francfort-sur-le-Main, Sarrebruck, Luxembourg, Sedan[3].
- 1er - 22 octobre : repos et instruction.
- 23 octobre 1917 - mi janvier 1918 : occupation d'un secteur du front au nord-est de Reims.

#### 1918
- mi janvier - 23 avril : après 15 jours de repos, la division est à nouveau en ligne dans le secteur de Prunay et de Puisieulx.

1er mars : attaque locale allemande avec pour objectif la destruction du fort de la Pompelle.
- 23 avril - 3e mai : retrait du front, repos dans la région de Warmeriville avant d'être transporté sur Saint-Quentin. Puis à partir du 1er mai, marche par étape vers Rosières-en-Santerre, puis vers l'Avre.
- 4 mai - 12 juin : relève de la 2e division d'infanterie bavaroise dans le secteur sud de Thennes[3].
- 12 - 15 juin : retrait du front, la division stationne en seconde ligne.
- 15 juin - 30 juillet : occupation d'un secteur dans la région ouest de Castel et du bois de Sénécat. Opérations locales les 26 juin et 2 juillet avec la perte de nombreux hommes faits prisonniers.
- 30 juillet - 8 août : retrait du front ; repos.
- 8 août - 1er septembre : engagée dans la bataille d'Amiens en renfort le 13 août, combat au nord de Lihons et à l'est de Proyart. Combats défensifs et replis successifs sur Cappy, Frise, Cléry-sur-Somme puis sur Mont Saint-Quentin[3].
- 1er - septembre : retrait du front, repos.
- 9 - 13 septembre : engagée au nord-ouest de Jeancourt, de nombreux hommes sont faits prisonniers.
- 13 - 30 septembre : retrait du front ; repos dans la région de Saint-Quentin.
- 1er - 7 octobre : de retour en ligne dans la région de Bellicourt, combat sur la position Hermann[n 3].
- 7 - 31 octobre : retrait du front ; repos dans la région de Charleroi, puis de Gand.
- 31 octobre - 11 novembre : en ligne à l'est de Deinze et vers Nazareth, la division est contrainte au repli devant la pression des alliés, vers Hérinnes le 5 novembre, vers Gelsen et Wendle le 8 novembre et au sud de Gand le 10 novembre[4]. Après la signature de l'armistice, la division est transférée en Allemagne où elle est dissoute au cours de l'année 1919.

## Chefs de corps
| Grade                        | Nom                                 | Date                                |
| ---------------------------- | ----------------------------------- | ----------------------------------- |
| Generalleutnant              | Leopold Hermann von Boyen           | 30 octobre 1866 - 17 juillet 1870   |
| Generalleutnant              | Hans von Schachtmeyer               | 21 juillet - 12 septembre 1870      |
| Generalleutnant              | Bernhard von Schkopp                | 19 septembre 1870 - 22 mai 1871     |
| Generalleutnant              | Leopold von Loën                    | 23 mai 1871 - 19 mars 1873          |
| Generalleutnant              | Hermann von Fabeck (de)             | 20 mars 1873 - 13 janvier 1874      |
| Generalleutnant              | Hugo von Thile                      | 14 janvier 1874 - 10 décembre 1880  |
| Generalleutnant              | Oktavio von Boehn                   | 11 décembre 1880 - 22 novembre 1886 |
| Generalleutnant              | Wilhelm Dietrich von Gemmingen (de) | 23 novembre 1886 - 11 juillet 1888  |
| Generalmajor/Generalleutnant | Hermann von Vietinghoff             | 12 juillet 1888 - 16 janvier 1890   |
| Generalleutnant              | Oskar von Lindequist                | 17 janvier - 12 novembre 1890       |
| Generalleutnant              | Robert von Goetze                   | 13 novembre 1890 - 2 juin 1893      |
| Generalleutnant              | Arnold von Roon                     | 3 juin 1893 - 26 mars 1897          |
| Generalleutnant              | Rudolf von Perthes                  | 27 mars 1897 - 15 juin 1900         |
| Generalleutnant              | Adolf von Deines                    | 16 juin 1900 - 17 octobre 1902      |
| Generalleutnant              | Friedrich von dem Hagen (de)        | 18 octobre 1902 - 15 avril 1904     |
| Generalleutnant              | Wilhelm von Kettler (de)            | 15 avril 1904 - 13 février 1906     |
| Generalleutnant              | Georg von Gayl                      | 13 février 1906 - 4 mars 1908       |
| Generalleutnant              | Friedrich von Scholtz               | 5 mars 1908 - 1er octobre 1912      |
| Generalleutnant              | Gustav von Hollen                   | 1er octobre 1912 - 1er août 1914    |
| Generalmajor/Generalleutnant | Ernst von Oven                      | 2 août 1914 - 1er janvier 1917      |
| Generalmajor                 | Maximilian von Suter                | 4 janvier 1917 - avril 1917         |
| Generalleutnant              | Konrad von Moltke (de)              | avril - mai 1917                    |
| Generalleutnant              | Paul Weinschenck                    | mai - novembre 1917                 |
| Generalleutnant              | Paul Grünert                        | 21 février - 5 août 1918            |
| Generalmajor                 | Kurt von Wahlen-Jürgass (de)        | 6 août 1918 - 26 janvier 1919       |
| Generalmajor                 | Robert von Bernuth                  | 27 janvier - 25 mai 1919            |